# Liste du patrimoine culturel immatériel de l'humanité au Togo
Cet article recense les pratiques inscrites au patrimoine culturel immatériel au Togo.

## Statistiques
Le Togo ratifie la convention pour la sauvegarde du patrimoine culturel immatériel le 5 février 2009. La première pratique protégée est inscrite en 2008.
En 2023, le Togo compte 2 éléments inscrits au patrimoine culturel immatériel, sur la liste représentative.

## Listes

### Liste représentative
Les éléments suivants sont inscrits sur la liste représentative du patrimoine culturel immatériel de l'humanité.
| Élément                                                  | Type                                                         | Subdivision | Année | Lien  | Notes | Illus. |
| -------------------------------------------------------- | ------------------------------------------------------------ | ----------- | ----- | ----- | --- | ------ |
| Le patrimoine oral Gèlèdé                                | traditions et expressions orales                             |             | 2008  | 00002 | Partagé avec le Bénin et le Nigeria                                                                      |        |
| La maïeutique : connaissances, savoir-faire et pratiques | connaissances et pratiques concernant la nature et l'univers |             | 2023  | 01968 | Partagé avec l'Allemagne, Chypre, la Colombie, le Kirghizistan, le Luxembourg, la Nigeria et la Slovénie |        |

### Patrimoine immatériel nécessitant une sauvegarde urgente
Le Togo ne compte aucun élément inscrit sur la liste du patrimoine immatériel nécessitant une sauvegarde urgente.

### Registre des meilleures pratiques de sauvegarde
Le Togo ne compte aucune pratique listée au registre des meilleures pratiques de sauvegarde.